# Les Préaux
Les Préaux ist eine französische Gemeinde mit 396 Einwohnern (Stand: 1. Januar 2022) im Département Eure in der Region Normandie. Die Gemeinde gehört zum Kanton Pont-Audemer. Die Einwohner werden Préaltiens genannt.

## Geografie
Les Préaux liegt etwa 33 Kilometer südöstlich von Le Havre im Roumois. Der Risle begrenzt die Gemeinde im Südwesten. Umgeben wird Les Préaux von den Nachbargemeinden Pont-Audemer im Norden, Tourville-sur-Pont-Audemer im Osten, Selles im Süden, Saint-Symphorien im Südwesten sowie Triqueville im Westen.
Durch den Westen der Gemeinde führt die Autoroute A13.
| Jahr      | 1962 | 1968 | 1975 | 1982 | 1990 | 1999 | 2006 | 2013 |
| --------- | ---- | ---- | ---- | ---- | ---- | ---- | ---- | ---- |
| Einwohner | 309  | 345  | 331  | 313  | 409  | 417  | 441  | 417  |

## Sehenswürdigkeiten
- Kirche Notre-Dame aus dem 11./12. Jahrhundert

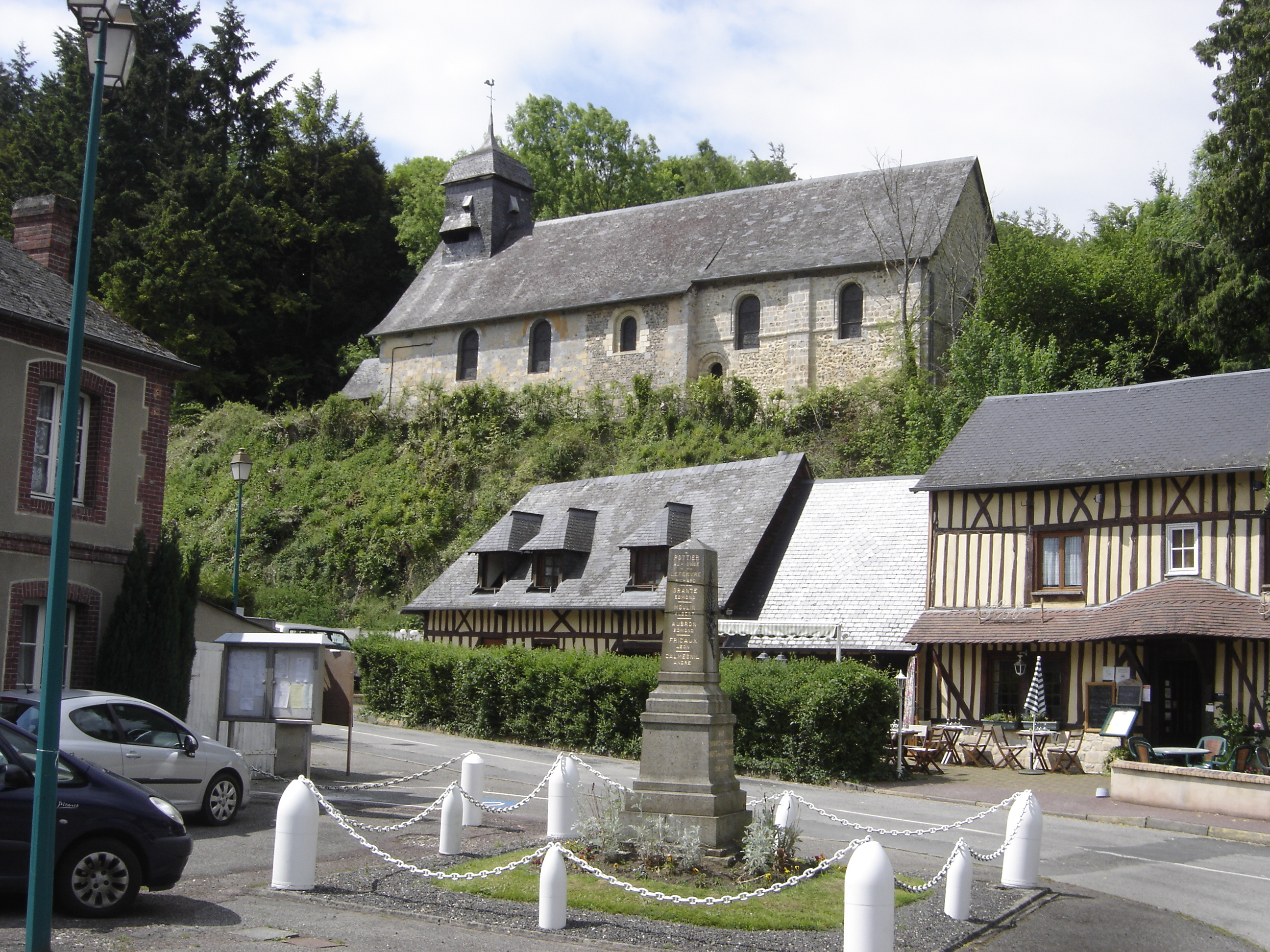
Kirche Notre-Dame

- Villen

## Persönlichkeiten
- Wilhelm von Poitiers (um 1020–1090), Chronist (u. a. von Wilhelm dem Eroberer)